# Nervous Night

Nervous Night är ett musikalbum av The Hooters, utgivet 1985. Med denna skiva fick Hooters sitt stora genombrott i USA. Branschledande Rolling Stone utnämnde dem till Årets Bästa Nya Band 1986. "And We Danced", "All You Zombies", "Day by Day" och "Where Do the Children Go" släpptes som singlar.

## Låtlista[2]
1. "And We Danced" (Rob Hyman, Eric Bazilian) – 3:48
2. "Day by Day" (Hyman, Bazilian, Rick Chertoff) – 3:24
3. "All You Zombies" (Hyman, Bazilian) – 5:58
4. "Don't Take My Car Out Tonight" (Hyman, Bazilian, Chertoff) – 3:55
5. "Nervous Night" (Hyman, Bazilian, Chertoff) – 3:58 (BONUS PÅ CD)
6. "Hanging on a Heartbeat" (Hyman, Bazilian, Glenn Goss, Jeff Ziv) – 4:20
7. "Where Do the Children Go" (Hyman, Bazilian) – 5:29
8. "South Ferry Road" (Hyman, Bazilian, Chertoff) – 3:43
9. "She Comes in Colors" (Arthur Lee) – 4:12
10. "Blood from a Stone" (Hyman, Bazilian) – 4:13

## Musiker
- Eric Bazilian: sång, gitarrer, bas, mandolin, saxofon
- Rob Hyman: sång, keyboards, melodica
- Andy King: bas
- John Lilley: gitarr
- David Uosikkinen: trummor